# هاريسون غري فيسك
هاريسون غري فيسك (بالإنجليزية: Harrison Grey Fiske)‏ هو صحفي أمريكي، ولد في 30 يوليو 1861 في هارريسون في الولايات المتحدة، وتوفي في 2 سبتمبر 1942 في نيويورك في الولايات المتحدة.

## وصلات خارجية
- هاريسون غري فيسك على موقع IMDb (الإنجليزية)
- هاريسون غري فيسك على موقع الموسوعة البريطانية (الإنجليزية)
- هاريسون غري فيسك على موقع قاعدة بيانات برودواي على الإنترنت (الإنجليزية)